# Marissa Mayer

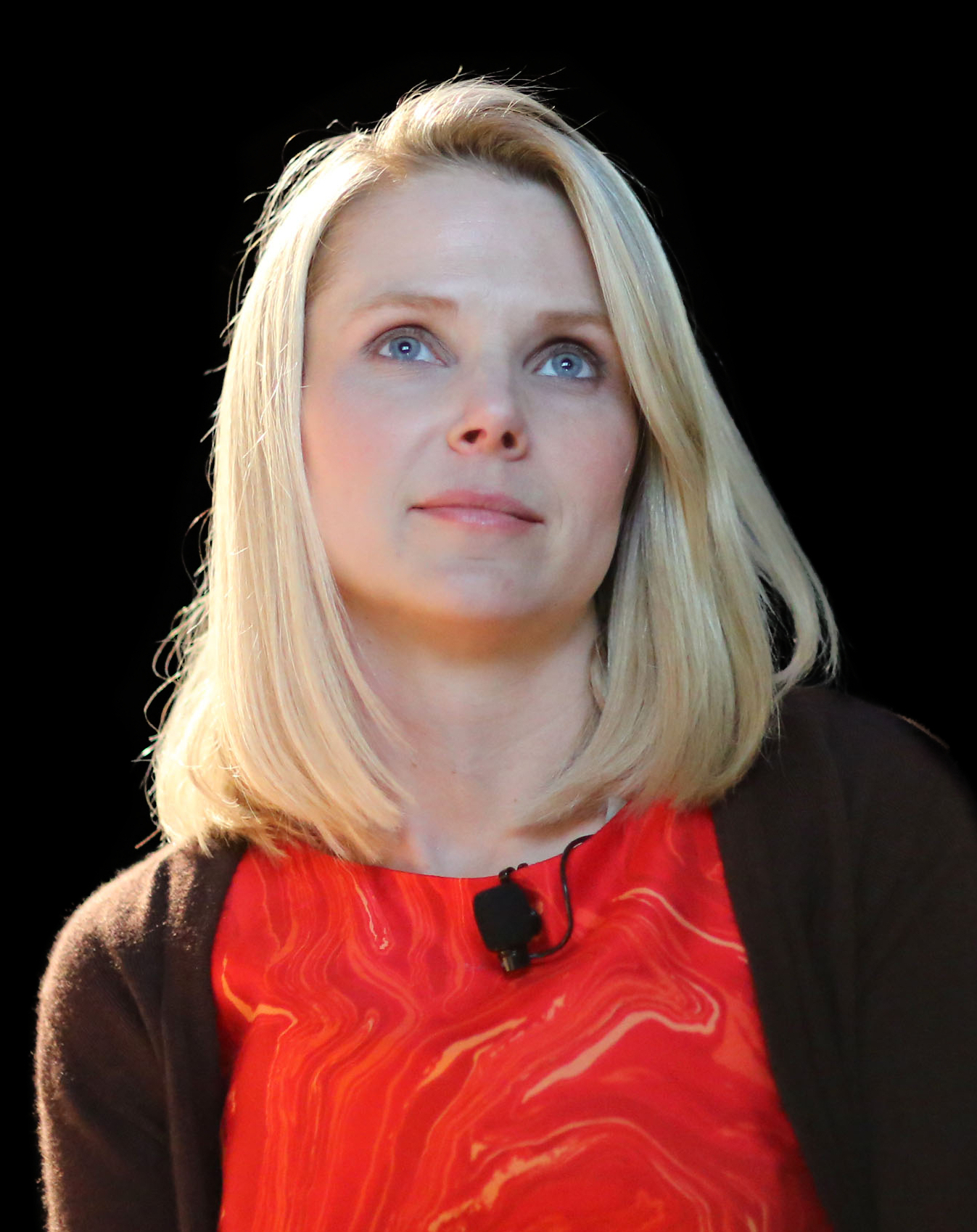
Marissa Mayer, 2013

Marissa Ann Mayer (* 30. Mai 1975 in Wausau, Wisconsin) ist eine US-amerikanische Informatikerin und Managerin mit Wohnsitz in Palo Alto, Kalifornien. Von Juli 2012 bis Juni 2017 war sie CEO und President von Yahoo.
Davor war sie Vice President bei Google Inc. Marissa Mayer galt als „public face“ von Google. 2008 wurde sie vom US-amerikanischen Wirtschaftsmagazin Fortune erstmals – und damals als jüngste – zu den 50 mächtigsten Frauen weltweit gezählt. Newsweek rechnete sie 2009 zu den „10 Tech Leaders of the future“.

## Leben
Mayer studierte an der Stanford University Informatik und arbeitete in der Schweiz für das Research Lab der UBS und in Menlo Park (USA) beim SRI International. Bei Google begann sie Anfang 1999 als erste Technikerin und leitete unter anderem das für die Webserver verantwortliche Team. Sie war die 20. Mitarbeiterin bei Google.
Mayer bestimmte das Design der Google-Hauptseite und der Suche. An der Gestaltung von Google News, Gmail und Orkut wirkte sie maßgeblich mit. Später besetzte sie die Position der Produktmanagerin für die Google-Suchprodukte und hatte den Rang eines Vice President inne. Die von Newsweek als Zarin für Produktstarts bezeichnete Mayer war damit für alle neuen Produkte von Google zuständig, so dass die Los Angeles Times attestierte, wohl kein anderer Mensch habe so viel Einfluss darauf, wie Menschen das Internet erleben. Ab Ende 2010 war sie für den Bereich ortsbezogene und lokale Dienste verantwortlich.
Neben ihrer Tätigkeit bei Google gab Mayer an der Stanford University Einführungskurse im Fach Programmierung. Sie wurde für ihr dortiges Engagement mit dem Centennial Teaching Award und dem Forsythe Award ausgezeichnet. Das Illinois Institute of Technology verlieh ihr 2009 die Ehrendoktorwürde im Fachgebiet Programmierung.
Am 16. Juli 2012 wurde Mayer zur Vorsitzenden der Geschäftsführung von Yahoo ernannt. Noch am selben Tag gab sie ihre Schwangerschaft bekannt. Diese war dem Yahoo-Aufsichtsrat zwar bekannt, der Umstand sei bei ihrer Ernennung aber nicht speziell diskutiert worden. Für Medienecho sorgte 2013 die Abschaffung des Home-Office bei Yahoo. Ihr Gehalt im ersten halben Jahr bei Yahoo betrug fast 37 Millionen US-Dollar. Im Sommer 2016 vereinbarte Mayer den Verkauf des Webgeschäfts von Yahoo an Verizon Communications. Nach Abschluss der Transaktion im Sommer 2017 verließ Mayer das Unternehmen. Sie erhielt eine Abfindung in Höhe von drei Millionen US-Dollar sowie ein Aktienpaket im Wert von etwa 20 Millionen US-Dollar.
Mayer gab am 18. November 2020 die Veröffentlichung der App Sunshine Contacts für iOS bekannt, womit sie auch gleichzeitig ihre Teilhabe am Startup-Unternehmen Sunshine publik machte. Das Unternehmen existiert seit 2018 und wurde zusammen mit Enrique Muñoz Torres gegründet.

## Privates
Mayer, die nach einer mehrjährigen Beziehung mit Google-Gründer Larry Page Zachary Bogue heiratete, brachte Ende September 2012 ihr erstes Kind, einen Jungen, und im Dezember 2015 Zwillinge, zwei Mädchen, zur Welt. Ihr Privatvermögen wurde 2012 auf 300 Mio. US-Dollar geschätzt.